# Hanleyella oldroydi
Hanleyella oldroydi is een keverslakkensoort uit de familie van de Protochitonidae. De wetenschappelijke naam van de soort is voor het eerst geldig gepubliceerd in 1919 door Dall.